# Lodewijk Frans de Robiano

Wapenschild van de familie de Robiano

Lodewijk Frans de Robiano (Brussel, 2 januari 1700 – Brussel, 25 februari 1763) was een rechter en kanselier van het hertogdom Brabant, in de Oostenrijkse Nederlanden. Deze heer van Buken, Beisem, Assent en Wierze verkreeg de adellijke titels van burggraaf en graaf.

## Levensloop
Robiano's ouders waren Balthazar Frans de Robiano, griffier bij het de Hoge Raad van Mechelen, en Claire Françoise Aerts. Hij behoorde tot de familie de Robiano, een van oorsprong Lombardische familie. In Brabant was hij heer van Buken, Beisem, Assent en Wierze. Robiano studeerde filosofie en rechten aan de universiteit van Leuven; hij promoveerde tot licentiaat in burgerlijk en kerkelijk recht (utriusque juris) in 1722. Hij huwde in 1724 met Marie Isabelle Claire Josephe de Villegas in de Sint-Romboutskathedraal van Mechelen.
Zijn carrière begon Robiano als substituut-procureur-generaal bij de Grote Raad van Mechelen (1723), waar zijn vader werkte. Hij werd vervolgens raadsheer bij de Souvereine Raad van Brabant (1728) en raadsheer bij de Geheime Raad van de gouverneur-generaal van de Oostenrijkse Nederlanden (1739). Nadien werkte hij als raadsheer bij de Raad van State der Zuidelijke Nederlanden.
In 1750 reisde Robiano naar Wenen, waar keizerin Maria Theresia hem aanstelde tot raadsheer-bestuurder van de Hoge Raad der Nederlanden (1750-1756). Tijdens zijn verblijf in Wenen ontving hij van de keizerin de adellijke titel van burggraaf (1753), die hij nadien inruilde voor deze van graaf (1754). In 1756 keerde hij terug naar Brussel. Graaf de Robiano was er benoemd tot kanselier van Brabant, wat hij bleef tot zijn dood in 1763.